# Chiesa dei Santi Giustina e Cipriano
La chiesa dei Santi Giustina e Cipriano è un luogo di culto cattolico situato nella frazione di Panesi, in via Gio Batta Ghio, nel comune di Cogorno, nella città metropolitana di Genova.

## Storia e descrizione
Citata in un atto notarile del 1190, fu inizialmente affidata alla cura dei monaci Benedettini fino alla successiva proprietà dei Fieschi.
Conserva un dipinto della Crocifissione di Gesù con ai piedi la Madonna e i santi Erasmo e Francesco d'Assisi, datato alla fine del Cinquecento e opera del pittore Santi di Tito.